# Jung-čou
Jung-čou (čínsky pchin-jinem Yǒngzhōu, znaky 永州) je městská prefektura v Čínské lidové republice, kde náleží do provincie Chu-nan. Má rozlohu 22 302 čtverečních kilometrů a žije v ní přes pět milionů obyvatel.

## Poloha
Prefektura leží na jihu provincie Chun-nan. Sousedí s prefekturami Šao-jang a Cheng-jang na severu, na jihovýchodě s prefekturou Čchen-čou. Na jihu a na západě sousedí s provincii Kuang-si.

## Správní členění
Městská prefektura Jung-čou se člení na jedenáct celků okresní úrovně, a sice dva městské obvody, jeden městský okres, sedm okresů a jeden autonomní okres.
| Ling-ling Leng-šuej-tchan městský okres · Čchi-jang okres · Tung-an okres · Šuang-pchaj okres · Tao okres · Ťiang-jung okres · Ning-jüan okres · Lan-šan okres · Sin-tchien autonomní okres · Ťiang-chua |                |                       |             |                                         |
| Název | Název          | Počet obyvatel (2020) | Rozloha km² | Hustota zalidnění (obyv. na km²) (2020) |
| český přepis | znaky          | Počet obyvatel (2020) | Rozloha km² | Hustota zalidnění (obyv. na km²) (2020) |
| Městské obvody |                |                       |             |                                         |
| Leng-šuej-tchan | 冷水滩区       | 583 136               | 1 212       | 481                                     |
| Ling-ling | 零陵区         | 563 556               | 1 974       | 286                                     |
| Městský okres |                |                       |             |                                         |
| Čchi-jang | 祁阳市         | 832 813               | 2 542       | 328                                     |
| Okresy |                |                       |             |                                         |
| Lan-šan | 蓝山县         | 329 909               | 1 805       | 183                                     |
| Ning-jüan | 宁远县         | 684 121               | 2 489       | 275                                     |
| Sin-tchien | 新田县         | 343 595               | 1 003       | 343                                     |
| Šuang-pchaj | 双牌县         | 157 140               | 1 723       | 91                                      |
| Tao | 道县           | 621 275               | 2 453       | 253                                     |
| Tung-an | 东安县         | 490 385               | 2 211       | 222                                     |
| Ťiang-jung | 江永县         | 235 699               | 1 626       | 145                                     |
| Autonomní okres |                |                       |             |                                         |
| Ťiang-chua (jaoský) | 江华瑶族自治县 | 448 195               | 3 265       | 137                                     |
| |                |                       |             |                                         |
| Celkem | Celkem         | 5 289 824             | 22 302      | 237                                     |

## Partnerská města
- Nuwara Eliya, Srí Lanka (2009)